# 강진 무위사 삼층석탑
강진 무위사 삼층석탑(康津 無爲寺 三層石塔)은 전라남도 강진군 성전면 무위사에 있는 삼층석탑이다. 1984년 2월 29일 전라남도의 문화재자료 제76호로 지정되었다.

## 개요
무위사 극락전 오른쪽에 자리하고 있는 탑으로, 전체의 무게를 지탱하는 기단(基壇)을 2층으로 두고, 그 위로 3층의 탑신(塔身)을 올려놓은 모습이다.
기단은 각 층의 4면마다 기둥 모양을 본떠 새겼는데, 아래층은 면의 모서리와 가운데에, 위층은 모서리에만 두었다. 특히 아래층에는 기둥조각으로 나뉜 8곳에 안상(眼象)을 세밀하게 새겨 장식하였다. 탑신은 각 층의 몸돌과 지붕돌이 각각 하나의 돌로 이루어져 있고, 몸돌의 모서리마다 기둥 모양을 새겨 놓았다. 얇고 평평해 보이는 지붕돌은 밑면에 4단씩의 받침을 두었으며, 처마는 수평을 이루다 양쪽가에서 가볍게 위로 들려 있다. 꼭대기에는 네모난 받침돌 위로 세 개의 머리장식이 가지런히 올려져 있다.
위층으로 올라갈수록 그 크기가 적당히 줄어들어 있어 아름다운 조화를 이루고 있는 탑으로, 비록 1층과 3층의 지붕돌이 약간 깨져 있긴 하나 대체로 원래의 모습이 잘 간직되어 있다. 만든 시기는 뒤에 서있는 선각대사편광탑비(945년에 만들어짐)와 같은 때이거나 그보다 조금 떨어지는 고려시대 전기일 것으로 추측된다.

## 참고 문헌
- 무위사 삼층석탑 - 국가유산청 국가유산포털